# El Salvador nos Jogos Olímpicos de Verão de 2012
El Salvador está entre as cerca de 200 nações que participaram nos Jogos Olímpicos de Verão de 2012, em Londres, no Reino Unido, que ocorreram entre 27 de julho e 12 de agosto de 2012.

## Desempenho

### Halterofilismo
Masculino
| Atleta          | Evento | Arranque (kg) | Arremesso (kg) | Total (kg) | Posição |
| --------------- | ------ | ------------- | -------------- | ---------- | ------- |
| Julio Salamanca | -62kg  | 110,0         | 150,0          | 260,0      | 11º     |

### Natação
Masculino
| Atletas       | Evento       | Eliminatórias | Eliminatórias | Semifinal | Semifinal | Final       | Final       |
| Atletas       | Evento       | Tempo         | Posição       | Tempo     | Posição   | Tempo       | Posição     |
| ------------- | ------------ | ------------- | ------------- | --------- | --------- | ----------- | ----------- |
| Rafael Alfaro | 400 m medley | 4min35s80     | 35º           |           |           | Não avançou | Não avançou |

Feminino
| Atletas        | Evento      | Eliminatórias | Eliminatórias | Semifinal | Semifinal | Final       | Final       |
| Atletas        | Evento      | Tempo         | Posição       | Tempo     | Posição   | Tempo       | Posição     |
| -------------- | ----------- | ------------- | ------------- | --------- | --------- | ----------- | ----------- |
| Pamela Benitez | 800 m livre | 9min02s66     | 33º           |           |           | Não avançou | Não avançou |

### Remo
Masculino
| Equipe        | Evento        | Eliminatórias | Eliminatórias | Repescagem | Repescagem | Quartas | Quartas | Semifinal | Semifinal | Final   | Final                |
| Equipe        | Evento        | Tempo         | Posição       | Tempo      | Posição    | Tempo   | Posição | Tempo     | Posição   | Tempo   | Posição (Pos. final) |
| ------------- | ------------- | ------------- | ------------- | ---------- | ---------- | ------- | ------- | --------- | --------- | ------- | -------------------- |
| Roberto López | Skiff simples | 7m23s75       | 4º R          | 7m27s75    | 5º S E/F   | BYE     | BYE     | 7m57s89   | 3º FE     | 7m41s32 | 5º (35º)             |